# 少子部蜾蠃
少子部蜾蠃（ちいさこべのすがる）は、『日本書紀』、『日本霊異記』に見える雄略天皇時代の豪族。「少子部栖軽」もしくは「小子部栖軽」と書かれることもある。「多神宮注進帳」によれば、多武敷の子、多清眼の弟とされる。

## 名称
「蜾蠃」（スガル）とは、『万葉集』巻第九1738の長歌に「腰細のすがる娘子」とあり、腰の細い似我蜂を指す。「少子部」は「子部（児部）」と同様に、天皇（大王）の側近に仕える童子・女孺らの養育費を担当する品部であろうと思われ、『釈日本紀』も同様の説をとっている。小子部連氏は、『古事記』の神武天皇の項目や『新撰姓氏録』では、神八井耳命の子孫となっており、天武天皇13年（西暦685年）に「宿禰」の姓を賜っている。

## 経歴
『日本書紀』雄略天皇六年三月の条（推定462年）に、后妃への養蚕を勧める雄略天皇から日本国内の蚕（こ）を集めるよう命令されたが、スガルは誤って児（嬰児）を集めてしまった。雄略天皇は大笑いして、スガルに「お前自身で養いなさい」と言って皇居の垣の近くで養育させた。同時に少子部連の姓を賜った。とある。
さらに同七年七月の条には、雄略天皇はスガルに「私は三輪山の神の姿を見たい。お前は腕力が優れているから、行って捕らえてこい。」と命令した。スガルは「ためしにやってみましょう。」と答え、三輪山に登って大蛇を捕らえ天皇に献じた。大蛇は雷のような音をたて目をきらきらと輝かせた。恐れた雄略天皇は目を覆い、殿中へ逃げ込んだ。大蛇は山に放たれ、その山を雷（イカズチ）と名付けた。とある。
また『日本霊異記』によると、天皇が磐余の宮の大極殿（大安殿）で后と寝ているとき、あやまって栖軽がそこへ入ってしまった。天皇は恥じた。そこへ雷鳴がとどろいたので、天皇は栖軽に「あの雷をお招きしてこい」と命じた。そこで栖軽は赤色のかづらを額につけ、赤旗を付けた鉾を捧げ持って馬に乗り、阿部の山田村の前から豊浦寺の前の道を走り、軽の諸越の分かれ道のところに来て、大声で「天の雷の神よ、天皇がお呼びですぞ」と叫んだ。そこから馬を引き返しながら「雷神といえども、天皇のお召しに応じないことができようか」と言った。その途中、豊浦寺と飯岡との間で雷が落ちていた。栖軽は雷を輿に入れて天皇の元へお運びした。雷は光を放って明るく輝いたので、天皇は畏れて幣帛を供えて雷をもとのところに返させた。その場所は飛鳥の小治田の宮にあり、いま雷の丘と呼んでいる。そののち栖軽は死に、忠臣ぶりを偲んだ天皇は雷が落ちた場所に墓を作り、「雷を捕らえた栖軽の墓」と碑文の柱をお立てになった。雷はこれを怒って鳴り落ちて碑文の柱を踏みつぶした。ところが柱の裂け目に足が挟まって捕らえられた。天皇は雷を逃がしてやり、碑文の柱を立て「生きても死んでも雷を捕まえた栖軽の墓」となさった、とある。
『新撰姓氏録』「山城諸蕃」の秦忌寸の項には、大隅・阿多の隼人らを率い、諸国に分散した秦氏の92部1万8670人を集めたという伝承が付記としてあり、『和州五郡神社神名帳大略注解』の引用する、久安5年（1149年）3月、多神宮注進状の子部神社の条にも、スガルにまつわる記録が掲載されており、スガルは多武敷の子、多清眼の弟とされる。